# Saint-Loup-en-Comminges
Saint-Loup-en-Comminges település Franciaországban, Haute-Garonne megyében. Lakosainak száma 38 fő (2022. január 1.). Saint-Loup-en-Comminges Bazordan, Villemur, Gensac-de-Boulogne és Nizan-Gesse községekkel határos.

## Népesség
A település népessége az elmúlt években az alábbi módon változott:
| Lakosok száma | 84   | 46   | 36   | 39   | 34   | 34   | 36   | 37   | 38   | 38   |
|               | 1968 | 1982 | 1990 | 2006 | 2013 | 2015 | 2017 | 2019 | 2020 | 2022 |